# Fátima Silva
Fátima Silva (6 mei 1970) is een Portugese langeafstandsloopster, die is gespecialiseerd in de marathon. 

## Loopbaan
Silva won de marathon van Lissabon in 2000, 2002, 2004, 2006, 2007 en de marathon van Porto in 2005.
Zij liep haar persoonlijke record van 2:32.01 in 2002 bij de marathon van Hamburg. Hiermee behaalde ze een derde plaats.

## Titels
- Portugees kampioene marathon - 1999, 2000, 2001, 2002, 2004, 2005
- Portugees indoorkampioene 1500 m - 1996, 1997
- Portugees indoorkampioene 3000 m - 1993, 1996, 1998

## Persoonlijke records
Baan
| Onderdeel | Prestatie | Datum        | Plaats |
| --------- | --------- | ------------ | ------ |
| 1500 m    | 4.14,36   | 1 juli 2000  | Aveiro |
| 2000 m    | 6.13,86   | 1994         |        |
| 3000 m    | 9.35,81   | 8 juni 1997  | Dublin |
| 5000 m    | 16.05,22  | 1997         |        |
| 10.000 m  | 32.51,90  | 6 april 1996 | Leiria |

Weg
| Onderdeel      | Prestatie | Datum            | Plaats   |
| -------------- | --------- | ---------------- | -------- |
| 10 km          | 34.24     | 31 december 2000 | Porto    |
| 15 km          | 51.40     | 18 juni 2006     | Porto    |
| 20 km          | 1:07.29   | 22 januari 2001  | Almeirim |
| halve marathon | 1:12.21   | 11 november 2001 | Nazaré   |
| marathon       | 2:32.01   | 21 april 2002    | Hamburg  |

Indoor
| Onderdeel | Prestatie | Datum           | Plaats  |
| --------- | --------- | --------------- | ------- |
| 1500 m    | 4.29,59   | 9 februari 2002 | Espinho |
| 3000 m    | 9.24,53   | 13 januari 2001 | Braga   |

## Palmares

### 5000 m
- 1997:  Portugese kamp. - 16.12,19
- 2001: 5e Portugese kamp. - 16.18,77
- 2002: 7e Portugese kamp. - 16.52,73

### 10.000 m
- 1996: 10e Iberische kamp. - 32.51,90
- 1997:  Portugese kamp. - 33.21,29
- 2003:  Portugese kamp. - 35.00,40

### 10 km
- 2004:  São Silvestre do Porto - 34.37
- 2005: 5e São Silvestre do Porto - 36.49

### 15 km
- 1999:  Corrida dos Sinos in Mafra - 52.41
- 2000:  Avintes - 52.57
- 2003:  Corrida Festas da Cidade do Porto - 52.12
- 2004: 4e Corrida Festas da Cidade do Porto - 52.18
- 2006: 5e Corrida Festas da Cidade do Porto - 51.40
- 2011: 5e Corrida Festas da Cidade do Porto - 57.00

### 20 km
- 2000:  Almeirim - 1:09.18

### halve marathon
- 1996:  halve marathon van Setubal - 1:13.06
- 1996:  halve marathon van Nazarè - 1:14.10
- 1997: 4e halve marathon van Lissabon - 1:11.46
- 1997:  halve marathon van Pombal - 1:16.04
- 1997:  halve marathon van Macau - 1:15.43
- 1999: 4e halve marathon van Pombal - onbekende tijd
- 2000: 4e halve marathon van Viana de Castelo - 1:15.36
- 2000:  halve marathon van Setubal - 1:13.14
- 2000:  halve marathon van Pombal - onbekende tijd
- 2001:  halve marathon van Seixal - 1:14.39
- 2001:  halve marathon van Viana do Castelo - 1:14.55
- 2001:  halve marathon van Santo Tirso - 1:16.25
- 2001:  halve marathon van Nazaré - 1:12.21
- 2002:  halve marathon van Nazaré - 1:15.55
- 2003:  halve marathon van Pombal - 1:14.10
- 2003:  halve marathon van Nazaré - 1:14.51
- 2004:  halve marathon van Nazaré - 1:14.08
- 2005:  halve marathon van Pombal - 1:14.08
- 2005:  halve marathon van Nazarè - 1:16.45
- 2006:  halve marathon van Setúbal - 1:16.39
- 2006: 4e halve marathon van Ovar - 1:16.41
- 2006:  halve marathon van Porto - 1:20.35
- 2006:  halve marathon van Nazarè - 1:15.27
- 2007:  halve marathon van Póvoa de Varzim - 1:15.38
- 2007: 5e halve marathon van Setúbal - 1:19.36
- 2007: 5e halve marathon van Matosinhos - 1:17.17
- 2007: 4e halve marathon van Porto - 1:19.01
- 2007:  halve marathon van Porto - 1:21.13
- 2007: 5e halve marathon van Nazarè - 1:17.34
- 2008:  halve marathon van Nazarè - 1:20.58
- 2009: 4e halve marathon van Pombal - 1:21.06

### marathon
- 1999: 9e marathon van Parijs - 2:36.10
- 1999: 31e WK - 2:42.55
- 1999:  marathon van Lissabon - 2:39.30
- 2000: 16e marathon van Rotterdam - 2:44.56
- 2000:  marathon van Lissabon - 2:34.29
- 2001:  marathon van Turijn - 2:35.24
- 2001:  marathon van Lissabon - 2:35.16
- 2002:  marathon van Lissabon - 2:35.07
- 2002:  marathon van Hamburg - 2:32.01
- 2002: 19e EK - 2:47.28
- 2003: 8e marathon van Hamburg - 2:32.57
- 2003: 50e WK - 2:40.59
- 2004:  marathon van Valencia - 2:51.15
- 2004:  marathon van Lissabon (lente) - 2:38.04
- 2004:  marathon van Lissabon - (herfst) - 2:38.59
- 2005:  marathon van Lissabon - 2:33.48
- 2005: 7e marathon van Sapporo - 2:37.13
- 2005:  marathon van Porto - 2:45.09
- 2005:  marathon van Lissabon - 2:45.44
- 2006: DNF EK
- 2006:  marathon van Lissabon - 2:40.00
- 2007:  marathon van Lissabon - 2:47.49
- 2008:  marathon van Porto - 2:46.22,2
- 2008:  marathon van Lissabon - 2:53.55

### veldlopen
- 1998: 5e Lidingöloppet - 57.36